# Jerzy Bogusławski
Jerzy Witold Bogusławski (ur. 7 listopada 1953 w Warszawie) – polski architekt.

## Życiorys
Urodził się 7 listopada 1953 w Warszawie, w rodzinie architektów Jana i Anieli Wandy z Załęskich (1918–2000). Absolwent Wydziału Architektury Politechniki Warszawskiej, w latach 2012–2020 prorektor ds. inwestycji Akademii Sztuk Pięknych w Warszawie (ASP), profesor ASP w Katedrze Projektowania Przestrzeni Publicznej. Współtwórca jednej z pierwszych w Polsce prywatnej autorskiej pracowni architektonicznej – Pracowni Architektonicznej Bogusławski & Janowski. Autor lub współautor ok. 200 projektów, w tym budynków mieszkalnych i budynków użyteczności publicznej.
W latach 1983–1985 wiceprezes Stowarzyszenia Architektów Polskich. Pracował w jury różnych konkursów i nagród, był np. przewodniczącym sądu konkursowego dla nowego pawilonu Muzeum Narodowego w Warszawie, czy też członkiem kapituły Nagrody Stowarzyszenia ŁADna Kępa im. Bohdana Lacherta i Józefa Szanajcy dla najlepszej architektury Saskiej Kępy powstałej w latach 2016–2022. Członek Rady Programowej Narodowego Instytutu Architektury i Urbanistyki (NAiU) i Rady Muzeum Narodowego w Warszawie.
Wszedł w skład komitetu wspierającego kandydaturę Karola Nawrockiego na prezydenta RP w wyborach w 2025.

## Odznaczenia
- Brązowy Medal „Gloria Artis” (2014)[13]